# Rajon Tschatschersk
Der Rajon Tschatschersk (belarussisch Чачэрскі раён; russisch Чече́рский район) ist eine Verwaltungseinheit in der Homelskaja Woblasz in Belarus mit dem administrativen Zentrum in der Stadt Tschatschersk. Der Rajon hat eine Fläche von 1229,88 km² und umfasst 100 ländliche Siedlungen.

## Geographie
Der Rajon Tschatschersk liegt im nordöstlichen Teil der Homelskaja Woblasz. Nachbarrajone sind im Norden Rahatschou und Karma in der Homelskaja Woblasz, Krasnapolsk in der Mahiljouskaja Woblasz, im Osten Krasnogorsk in der Oblast Brjansk in Russland, im Süden Wetka und Südwesten Buda-Kaschaljowa in der Homelskaja Woblasz.

## Administrative Gliederung
| Dorfsowjets 1. Saleski 2. Leninski (Rajon Tschatschersk) 3. Merkulawizki 4. Nisimkawizki 5. Atorski 6. Paleski (Rajon Tschatschersk) 7. Roukawizki | Städte 1. Tschatschersk |